# Florida State Road 33
Die Florida State Road 33 ist eine State Route im US-Bundesstaat Florida, die auf einer Länge von 69 Kilometern von Lakeland im Polk County bis nach Mascotte im Lake County führt. Die Straße wird vom Florida Department of Transportation (FDOT) betrieben.

## Streckenverlauf
Die Straße beginnt als nördlicher Abzweig vom U.S. Highway 92 in der Innenstadt von Lakeland. Am nordöstlichen Stadtrand quert sie die Interstate 4. Im weiteren Verlauf zweigt in Polk City die State Road 559 nach Südosten ab. Kurz vor ihrem Ende zweigt die Straße in Groveland nach Westen ab und teilt sich die Trasse auf den letzten vier Kilometern nach Mascotte mit der State Road 50.